# Любовь с ограничениями
«Любо́вь с ограни́чениями» — российская романтическая комедия режиссёра Дмитрия Тюрина. Фильм вышел в широкий прокат 9 марта 2017 года.

## Сюжет
Миша — обычный парень, узнавший об указе Президента, согласно которому в крупных компаниях доля инвалидов должна составлять минимум два процента. Он решает получить фиктивные медицинские документы, приобретает коляску и отправляется на собеседование в компанию «Нашгаз», которой нужен один человек для соответствия квоте. Казалось бы, мечта сбылась: у Миши есть престижная работа, высокая заработная плата, однако есть одно условие: он должен постоянно находиться в инвалидном кресле и при этом не «спалиться».
Попадая в неловкие и нелепые ситуации, Миша понимает, что лучший способ получить опыт — это отправиться в клуб инвалидов. Вступив в него, он сразу становится любимцем публики. Он начинает нравиться Марине, красивой и милой девушке, с детства прикованной к инвалидному креслу. Миша запутался и его мучает совесть. Ему предстоит выпутаться из этой ситуации и понять, что он действительно хочет и чувствует.

## В ролях
- Павел Прилучный — Миша Шмелёв
- Анна Старшенбаум — Марина
- Илья Глинников — Рома, друг Миши
- Алексей Чадов — Алексей Романович, босс Миши
- Олег Комаров — бомж
- Алексей Воробьев — Иван
- Кирилл Плетнёв — Саня
- Тимур Боканча — Толик
- Сергей Кутергин — Жорик
- Яна Кошкина — Юля, жена Ромы
- Наталья Бардо — Таня

## Реакция
Фильм получил смешанные отзывы кинокритиков. Обозреватель Film.ru Борис Иванов писал: «Тюрин снял „мужскую“ историю о противостоянии между Мишей и его беспринципным начальником-социопатом. Персонаж Чадова выступает в роли беса-искусителя, который стремится превратить Мишу в настоящего подонка, способного ради дорогой машины, высокой зарплаты и эксклюзивных вечеринок предать людей, принявших парня как родного».